# Schotelrussula
De schotelrussula (Russula velenovskyi) is een schimmel behorend tot de familie Russulaceae. Hij komt voor in loofbossen op rijke zandgronden.  De schotelrussula komt vooral voor in basisarme beukenbossen. Er zijn twee verschillende voorkeuren in bodemvereisten. Enerzijds zanderige, losse, matig droge, humusrijke ranken en bruine aarde en anderzijds kleiachtige, verdichte, vochtige tot drassige grind- en alluviale bodems. Het is een mycorrhiza-schimmel die voornamelijk in symbiose leeft met loofbomen als berken, beuken, haagbeuken en eiken. Zelden is de schimmel ook te vinden onder coniferen. De vruchtlichamen verschijnen tussen juli en oktober.

## Kenmerken

### Uiterlijke kenmerken
Hoed
De hoed is steenrood tot bijna knalrood. Het vervaagt nauwelijks en heeft vaak een donkere zone in het midden. De hoed bereikt een diameter van 4 tot 8 centimeter. Het is eerst halfbolvormig en later afgeplat; vaak wordt ook een umbo (bult) gevormd. Op oudere leeftijd is hij afgeplat. De hoedenhuid is vettig bij vochtig weer en dof bij droog weer. Het oppervlak is ruw tot radiaal gerimpeld en fijn fluweelachtig; Met een vergrootglas zijn vaak fluweelachtige stippen of verspreide bulten te zien in het midden en aan de randen. Als het droog is, is de hoedhuid licht gebarsten; het kan in tweeën worden getrokken. De rand is stomp en kan zelden geribbeld zijn. De consistentie is relatief stevig.
Lamellen
De lamellen zijn amandelwit gekleurd, later botergeel tot licht oker. De snijranden zijn rood gekleurd, vooral in de buurt van de rand.
Steel
De steel is wit gekleurd; soms vroeg roze getint aan de basis. Het oppervlak is vaak geaderd. Het bereikt een lengte van 3 tot 8 en een dikte tussen 1 en 2 centimeter. De consistentie is relatief stevig en wordt dicht sponsachtig met de leeftijd. Het vlees is wit, soms licht gelig getint en vaak roze getint. 
Smaak en geur
Het smaakt meestal volledig mild, maar jonge exemplaren kunnen licht pittig zijn. Bovendien heeft het geen geur, maar geraspte lamellen ruiken olieachtig-visachtig, vergelijkbaar met de witte russula (R. delica). Het wordt snel blauw met guaiac (sneller dan de appelrussula (R. paludosa)), wat vleesroze met ijzersulfaat en snel donkerblauw met α-naftol.
Sporenprint
De sporenprint is licht oker gekleurd (IIIa-b volgens Romagnesi).

### Microscopische kenmerken
De sporen zijn afgerond tot elliptisch en meten 6,5-9,0 × 5,5-7 µm. De Q-waarde (verhouding tussen lengte en breedte) is 1,1 tot 1,4. Het sporenornament bestaat uit talrijke, meestal geïsoleerde, puntige wratten, waarvan sommige onduidelijk met elkaar verbonden zijn door aderen en tot 0,8 µm hoog zijn.
De clavaat en viersporige basidia zijn 35 tot 45 µm lang en 10 tot 13 µm breed. De cheilocystidia zijn spoelvormig en kunnen soms een aanhangsel aan het bovenste uiteinde dragen. Ze meten 30-55 × 5-7 µm, terwijl de vergelijkbare pleurocystidia 35-75 × 6-12 µm meten. Alle cystidia zijn niet te talrijk en kleuren slechts vaag grijszwart in sulfobenzaldehyde.
Bijzonder kenmerkend zijn de lange, dunne 3,5 tot 6,5 µm brede en vaak onderverdeelde pileocystidia, waarvan de inhoud grijszwart kleurt in sulfobenzaldehyde.

## Verspreiding

Europees verspreidingsgebied

De schotelrussula komt voor in Noord-Amerika, West-Azië (Israël) en Europa. In Europa strekt zijn verspreidingsgebied zich uit van Groot-Brittannië, Nederland en Frankrijk in oostelijke richting tot Wit-Rusland en Rusland en in het noorden tot aan de Hebriden en Fennoscandinavië.
In Nederland komt hij algemeen voor. Hij is niet bedreigd en staat niet op de rode lijst.

## Foto's

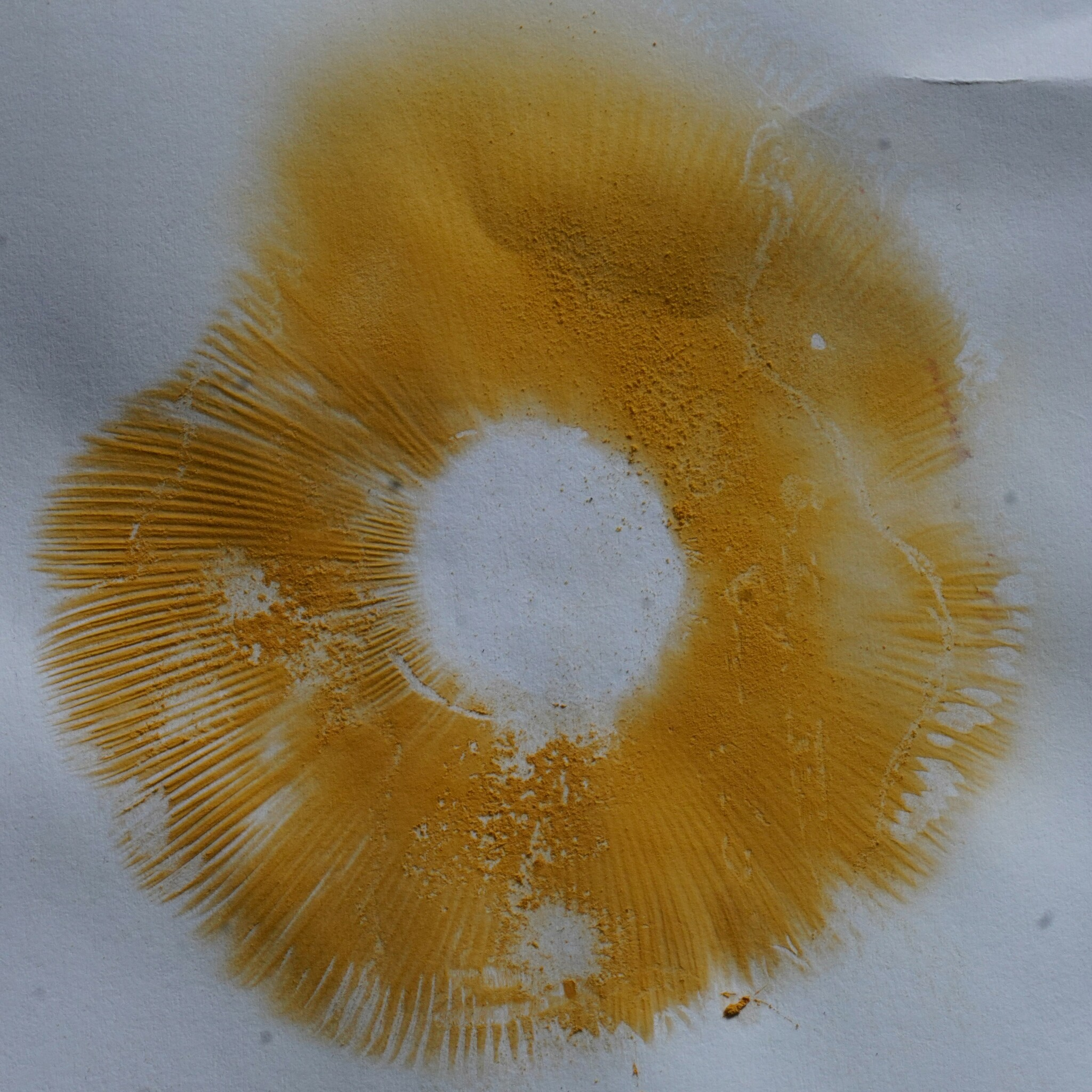
Sporenprint
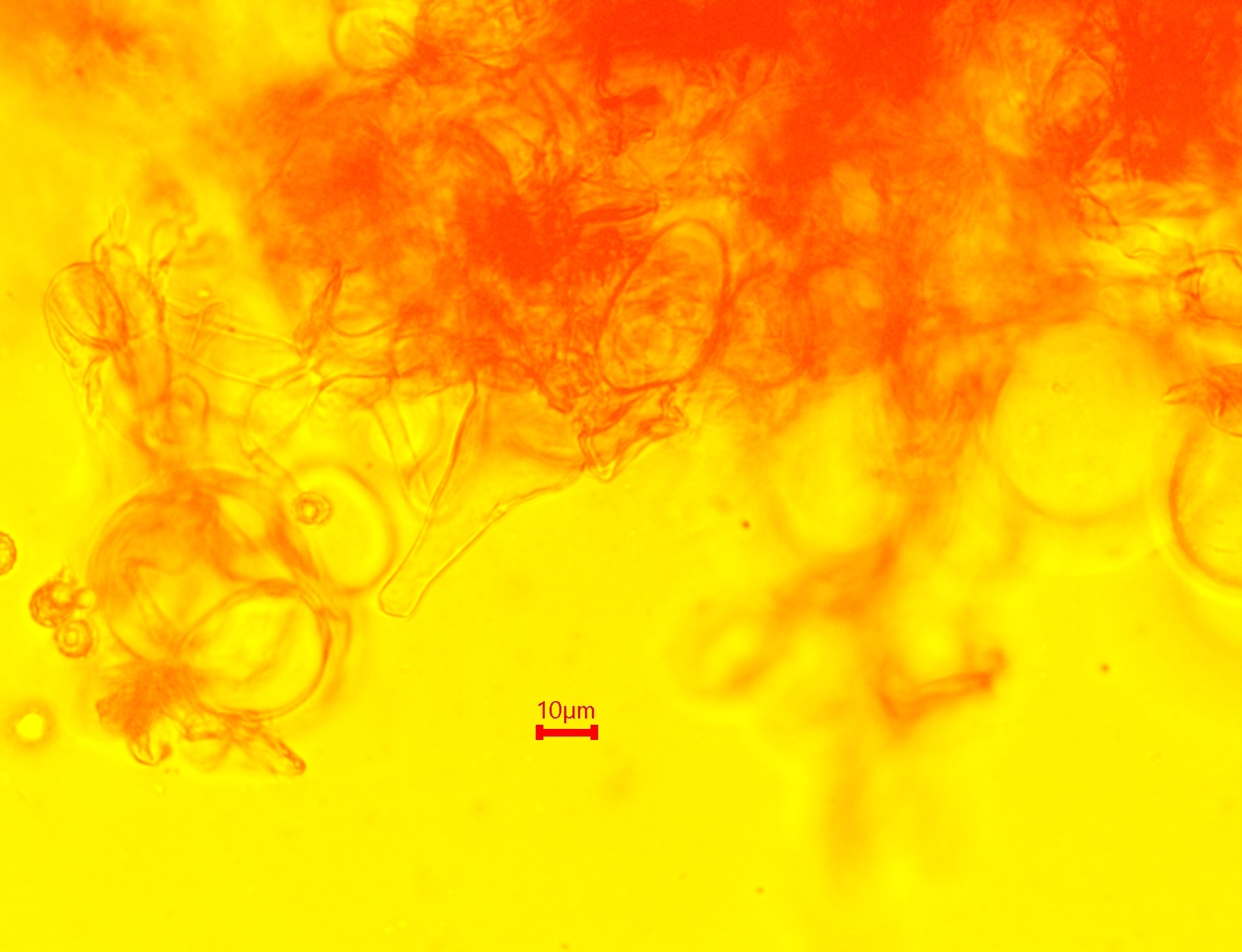
Cysiden
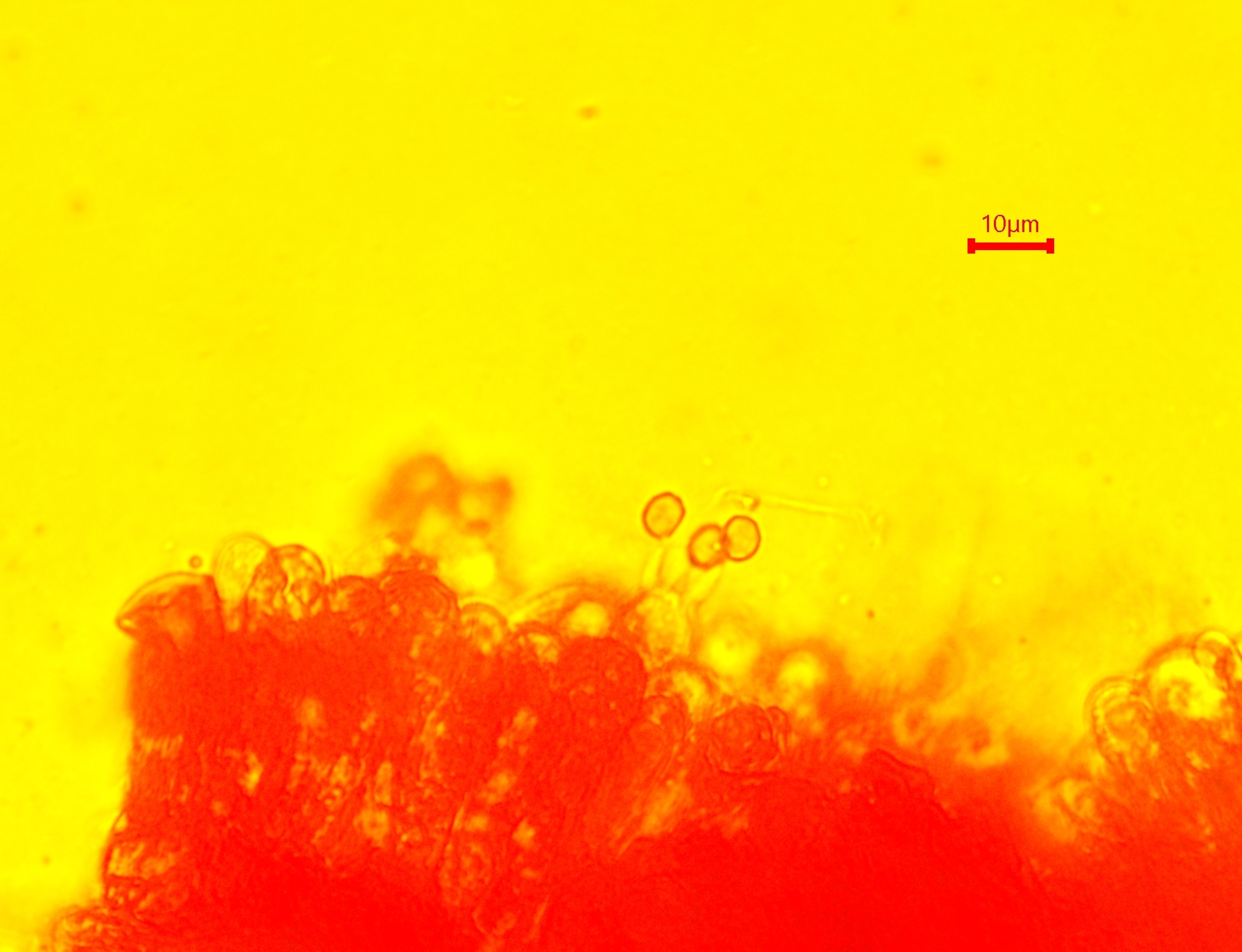
Basidium met sporen
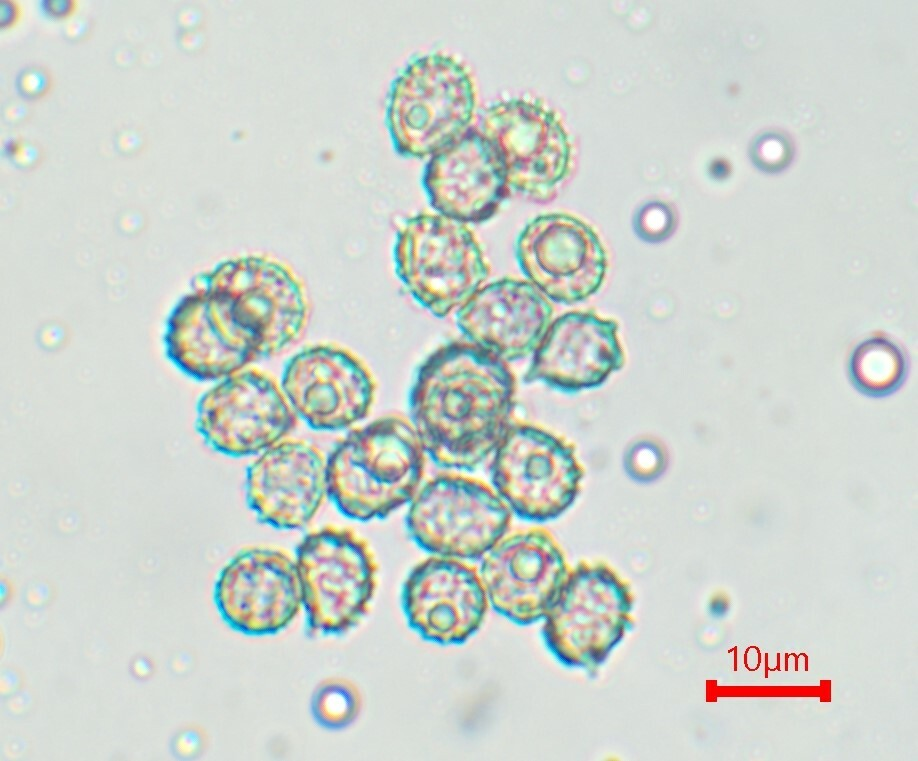
Sporen
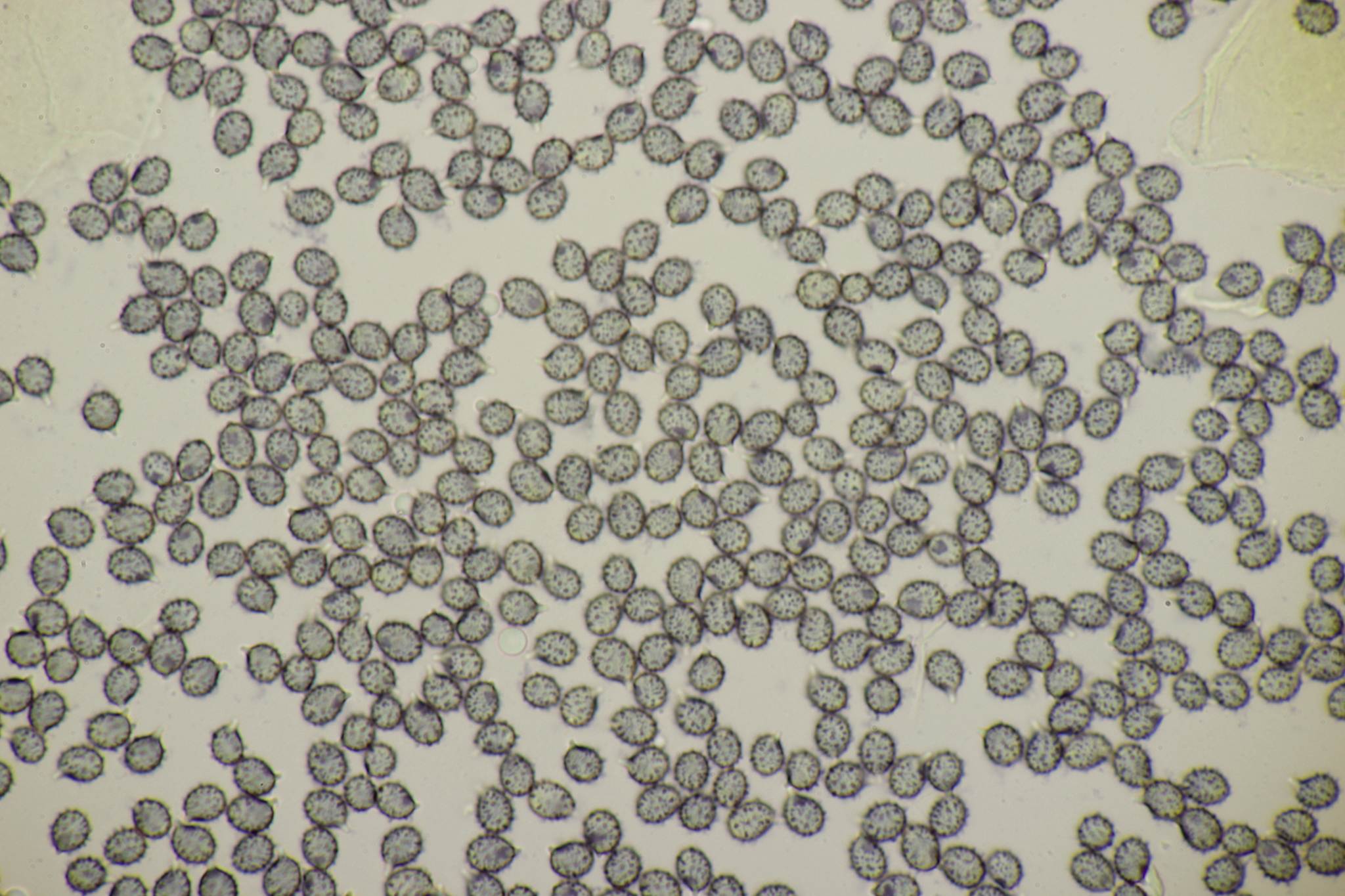
Sporen